# Krisztina Tóth
Krisztina Katalin Tóth (n. 27 martie 2002, Târgu Mureș) este o handbalistă cu dublă cetățenie, română și maghiară, care joacă pentru clubul CS Măgura Cisnădie.

## Biografie
Tóth a fost îndrumată spre handbal de antrenoarea Julianna Bálint și a început să practice acest sport la vârsta de 8 ani, la CS Olimpic Târgu Mureș, unde a avut-o ca antrenor pe Mihaela Evi. În anul 2015, părinții au trimis-o într-o tabără de handbal organizată la Győr în care erau selectate cele mai promițătoare tinere handbaliste născute în anul 2000. Deși era cu doi ani mai mică decât celelalte fete, ea a fost remarcată de antrenorii Kálmán Róth și Attila Kun și înscrisă la academia de handbal a Győri Audi ETO KC.
Cu echipa academiei, Krisztina Tóth a devenit campioană națională a Ungariei la junioare II și junioare I, iar apoi a jucat pentru echipa secundă a Győri Audi ETO KC în Nemzeti Bajnokság I/B (Liga a II-a).
A fost selectată în echipa de junioare a Ungariei și a participat la Festivalul Olimpic al Tineretului European din 2019, organizat în Azerbaidjan. Naționala Ungariei a obținut medaliile de bronz, iar Tóth a fost căpitanul echipei.
În 2021, Tóth a semnat cu HC Zalău un contract valabil trei ani, cu posibilitate de prelungire pentru al patrulea. Din 2024, Tóth evoluează pentru Măgura Cisnădie.

## Palmares
- FOTE:
  -  Medalie de bronz: 2019[1]

- Cupa României:
  - Medalie de bronz: 2021

## Viața personală
Krisztina provine dintr-o familie de sportivi. Mama ei a jucat baschet, tatăl ei a fost handbalist la Știința Petroșani, iar fratele ei este fotbalist. Handbalista preferată a Krisztinei Tóth este Anita Görbicz.